# Tempel van Empel
De Tempel van Empel is een klein heiligdom gewijd aan Hercules Magusanus, oppergod van de Bataven, dat werd opgericht rond het begin van de jaartelling. Het is in april 1986 ontdekt door de amateurarcheoloog Jan van Bergen uit het naburige dorp Engelen, in een akker net buiten het huidige Noord-Brabantse dorp Empel. In de buurt van de overblijfselen zijn vele vondsten uit die tijd gedaan, zoals mantelspelden en Romeinse munten, maar ook gebruikte wapens. Aangezien het hoogst ongewoon was in het Romeinse Rijk om wapens aan goden te offeren, is het onwaarschijnlijk dat het een Romeins heiligdom was, maar eerder voor de Bataafse hulptroepen om hun oppergod te aanbidden. De veteranen uit die Bataafse legereenheden legden ritueel hun wapens neer, als dank voor de bescherming die de god hun verleend had tijdens hun militaire carrière.
De Tempel van Empel bestaat niet meer.

## Architectuur
Het terrein van de tempel bestond uit een ommuurde tempelhof van ca. 50 bij 50 meter, met een voorgebouw en ingang aan de westzijde. De eigenlijke tempel was een gebouw van bescheiden afmetingen, circa 10 bij 10 meter, omgeven door een zuilenrij op een ommuurde verhoging in het landschap. Zowel de tempel als het voorgebouw waren gebouwd in Gallo-Romeinse stijl. In de derde eeuw werd het gebouw door brand verwoest. Een eeuw later werd wat nog restte afgebroken, de stenen werden gebruikt bij de bouw van een fort in Kessel.
De tempel vertoonde duidelijke invloed van de Romeinen, met name door het gebruik van steen als bouwmateriaal. Van oorsprong hadden de lokale Germaanse bewoners geen tempels, maar boomheiligdommen, open heilige plekken in bossen en bij rivieren of heuvels.

## Reconstructie
Voor het evenement 'Historische dag' op 30 augustus 2015 is op verzoek van de stichting Tempel van Empel de tempel door artdirector Tim Tubée gedeeltelijk uit hout gereconstrueerd. Dit gebeurde op dezelfde plek als waar de oorspronkelijke tempel zo'n 2000 jaar daarvoor stond.

## Fietsroute
In 2021 is de Tempel van Empel opgenomen in de fietsroute 'Tempels langs de Maas'. Deze route loopt langs de Maas en is ongeveer 50km lang.